# Cunaxa jatoiensis
Cunaxa jatoiensis är en spindeldjursart som beskrevs av Bashir och Afzal 2006. Cunaxa jatoiensis ingår i släktet Cunaxa och familjen Cunaxidae. Inga underarter finns listade i Catalogue of Life.